# Luca Grimaldi De Castro
Il Serenissimo Luca Grimaldi De Castro (Genova, 1530 – Genova, 1611) fu l'85º doge della Repubblica di Genova.

## Biografia
Esponente della famiglia De Castro, originari della Riviera di Levante, assunse il cognome dei Grimaldi dal genovese Albergo della nobiltà. Scarne le notizie biografiche, ma si presume in Genova la città ove nacque nel corso del 1530. Ricevette un'adeguata e completa educazione e probabilmente terminò i suoi studi in diversi atenei italiani.
Tra i suoi primi incarichi pubblici fu delegato a ricevere con tutti gli onori a Genova il duca di Parma e Piacenza Ottavio Farnese (1556), l'imperatrice Maria di Spagna (vedova di Massimiliano II d'Asburgo) e il duca Carlo Emanuele I di Savoia, quest'ultimo in transito nella capitale repubblicana dopo il matrimonio (1585) con l'Infanta di Spagna Caterina Michela d'Asburgo. Successivamente servì ancora lo stato genovese in diversi incarichi ufficiali; in qualità di ambasciatore di Genova fu ricevuto a Firenze dal granduca di Toscana Francesco I de' Medici per sottoporre all'attenzione del governante la situazione della città di Sarzana, di fatto "circondata" da feudi imperiali e impossibilità al libero scambio delle merci e dei traffici con la Lombardia.
Salì al dogato con le elezioni del 1º marzo 1605: la quarantesima in successione biennale e l'ottantacinquesima nella storia repubblicana. Durante la sua reggenza cercò di trovare una soluzione ai contrasti che si ebbero direttamente con la Santa Sede per la prevista demolizione di un monastero, opera necessaria per la creazione del nuovo asse viario tra la basilica della Santissima Annunziata del Vastato e la porta di San Tommaso. Negli annali sono altresì ricordati successivi dissidi tra il doge e il governatore di Milano Pedro Enríquez de Acevedo per i territori di Sarzana e della Lunigiana.
Terminato il mandato - il 2 marzo del 1607 - venne nominato procuratore perpetuo e continuò a servire la repubblica in diversi incarichi fino all'età di 81 anni. Morì nel capoluogo ligure nel corso del 1611 trovando sepoltura nella chiesa di San Francesco di Castelletto.